# Kousséri
Kousséri je město na severu Kamerunu ležící v dálném severním regionu (Far North region). Rozkládá se na hranicích Kamerunu s Čadem u soutoku řek Šari a Logone. Na druhém břehu řek se nachází mnohem větší čadské město N'Djamena, s nímž je Kousséri spojeno mostem. Dle sčítání lidu v roce 2005 mělo město 89 123 obyvatel a v současné době roste jejich počet přívalem uprchlíků z Čadu. Obyvatelé města jsou většinou Arabové a mnoho z nich jsou Baggárové přicházející ze sousedního Čadu.